# Tennis Masters Cup 2001 - Doppio
Il doppio del Tennis Masters Cup 2001 è stato un torneo di tennis facente parte dell'ATP Tour.
Donald Johnson e Piet Norval erano i detentori del titolo, ma solo Johnson ha partecipato in coppia con Jared Palmer.
Johnson e Palmer hanno perso in semifinale contro Petr Pála e Pavel Vízner.
Ellis Ferreira e Rick Leach hanno battuto in finale 6–7 (6–8), 7–6 (7–2), 6–4, 6–4 Pála e Vízner.

## Teste di serie
1. Donald Johnson /  Jared Palmer (semifinali)
2. Mahesh Bhupathi /  Leander Paes (round robin)
3. Petr Pála /  Pavel Vízner (finale)
4. Bob Bryan /  Mike Bryan (round robin)

1. Mark Knowles /  Brian MacPhie (semifinali)
2. Ellis Ferreira /  Rick Leach (round robin)
3. Chris Haggard /  Tom Vanhoudt (round robin)
4. John-Laffnie de Jager /  Robbie Koenig (round robin)

## Tabellone

### Legenda
| - Q = Qualificato - WC = Wild card - LL = Lucky loser | - ALT = Alternate - SE = Special Exempt - PR = Protected Ranking | - w/o = Walkover - r = Ritirato - d = Squalificato |

### Finali
|  | Semifinali | Semifinali                  | Semifinali                  | Semifinali | Semifinali |  |  | Finale                    | Finale                    | Finale                    | Finale | Finale | Finale | Finale |  |
|  |            |                             |                             |            |            |  |  |                           |                           |                           |        |        |        |        |  |
|  | 6          | Ellis Ferreira Rick Leach   | Ellis Ferreira Rick Leach   | 6          | 6          |  |  |                           |                           |                           |        |        |        |        |  |
|  | 5          | Mark Knowles Brian MacPhie  | Mark Knowles Brian MacPhie  | 2          | 4          |  |  | Ellis Ferreira Rick Leach | Ellis Ferreira Rick Leach | Ellis Ferreira Rick Leach | 6      | 7      | 6      | 6      |  |
|  | 1          | Donald Johnson Jared Palmer | Donald Johnson Jared Palmer | 4          | 1          |  |  | Petr Pála Pavel Vízner    | Petr Pála Pavel Vízner    | Petr Pála Pavel Vízner    | 78     | 62     | 4      | 4      |  |
|  | 3          | Petr Pála Pavel Vízner      | Petr Pála Pavel Vízner      | 6          | 6          |  |  |                           |                           |                           |        |        |        |        |  |

### Gruppo Touchtel
|   |                             | Johnson Palmer            | B Bryan M Bryan | Ferreira Leach      | Haggard Vanhoudt          | RR W–L | Set W–L | Game W–L | Classifica |
| 1 | Donald Johnson Jared Palmer |                           | 7–6 (7–4), 6–3  | 4–6, 6–7 (3–7)      | 6–7 (6–8), 7–6 (7–3), 6–3 | 2–1    | 4–3     | 42–38    | 2          |
| 4 | Bob Bryan Mike Bryan        | 6–7 (4–7), 3–6            |                 | 6–4, 5–7, 6–4       | 6–3, 6–2                  | 2–1    | 4–3     | 38–33    | 3          |
| 6 | Ellis Ferreira Rick Leach   | 6–4, 7–6 (7–3)            | 4–6, 7–5, 4–6   |                     | 6–7 (3–7), 6–1, 6–3       | 2–1    | 5–3     | 46–38    | 1          |
| 7 | Chris Haggard Tom Vanhoudt  | 7–6 (8–6), 6–7 (3–7), 3–6 | 3–6, 2–6        | 7–6 (7–3), 1–6, 3–6 |                           | 0–3    | 2–6     | 32–49    | 4          |

La classifica viene stilata in base ai seguenti criteri: 1) Numero di vittorie; 2) Numero di partite giocate; 3) Scontri diretti (in caso di due giocatori pari merito ); 4) Percentuale di set vinti o di games vinti (in caso di tre giocatori pari merito ); 5) Decisione della commissione.

### Gruppo Bharti
|   |                              | Bhupathi Paes       | Pála Vízner    | Knowles MacPhie     | de Jager Koenig | RR W–L | Set W–L | Game W–L | Posizione |
| 2 | Mahesh Bhupathi Leander Paes |                     | 6–7 (6–8), 5–7 | 7–6 (7–4), 5–7, 6–3 | 6–2, 6–3        | 2–1    | 4–3     | 41–35    | 3         |
| 3 | Petr Pála Pavel Vízner       | 7–6 (8–6), 7–5      |                | 1–6, 6–3, 5–7       | 6–3, 6–2        | 2–1    | 5–2     | 38–32    | 1         |
| 5 | Mark Knowles Brian MacPhie   | 6–7 (4–7), 7–5, 3–6 | 6–1, 3–6, 7–5  |                     | 6–3, 7–6 (7–3)  | 2–1    | 5–3     | 45–39    | 2         |
| 8 | J-L de Jager Robbie Koenig   | 2–6, 3–6            | 3–6, 2–6       | 3–6, 6–7 (3–7)      |                 | 0–3    | 0–6     | 19–37    | 4         |

La classifica viene stilata in base ai seguenti criteri: 1) Numero di vittorie; 2) Numero di partite giocate; 3) Scontri diretti (in caso di due giocatori pari merito ); 4) Percentuale di set vinti o di games vinti (in caso di tre giocatori pari merito ); 5) Decisione della commissione.